# Алефіренко Сергій Олександрович
Сергі́й Олекса́ндрович Алефіренко (нар. 30 червня 1992, Моначинівка, Куп'янський район, Харківська область, Україна — пом. 26 жовтня 2016, Мар'їнка, Донецька область, Україна) — молодший сержант Збройних сил України, учасник війни на сході України.

## З життєпису
Командир зенітно-ракетного взводу (92-га окрема механізована бригада).
Загинув від осколкових поранень під час обстрілу з АГС, помер дорогою до лікарні від великої крововтрати.
По смерті залишився паралізований батько.
Похований у с. Кучерівка, Куп'янський район, Харківська область.

## Нагороди
- орден «За мужність» III ступеня (10 березня 2017, посмертно) — за особисту мужність, виявлену у захисті державного суверенітету та територіальної цілісності України, самовіддане виконання військового обов’язку[2].